# Зар'єво
Зар'єво (рос. Зарьево)  — присілок Сафоновського району Смоленської області Росії. Входить до складу Рибківського сільського поселення.
Населення —  40 осіб (2007 рік). 